# TV Líder (Vargem Grande)
TV Líder é uma emissora de televisão brasileira sediada em Vargem Grande, cidade do estado do Maranhão. Opera no canal 7 (38 UHF digital), e é afiliada ao SBT.

## História
A TV Líder entrou no ar por volta do ano de 2005 como afiliada do SBT. Até esse ano, tinha apenas uma única emissora na região, a repetidora da TV Mirante, no ar há anos em data incerta.
Em 2010, depois de anos de afiliação, a TV Líder deixou o SBT após a instalação da repetidora da TV Difusora, e passou a repetir a programação da Record, onde extinguiu alguns programas e estreou outros, como o Forró & Alegria (copiando logo do Tudo É Possível da Record).

### 2011: Incêndio
A sede da Rádio Líder FM e da TV Líder foram incendiadas na madrugada do dia 25 de outubro de 2011. Segundo a imprensa local, a emissora já estava fora do ar e não tinham seguranças, o que facilitou a entrada dos elementos incendiários. O incêndio destruiu completamente os equipamentos da TV e parcialmente os estúdios da Líder FM.
O incêndio repercutiu em todo o Maranhão, pela suspeita que o incêndio foi feito para tentar intimidar as emissoras que faziam jornalismo independente, por dar espaço à oposição e adotar linha crítica com relação ao prefeito da cidade Miguel Fernandes. Havia suspeita que houve motivação política para o crime.
Acuado pela ameaça de morte pela própria população local, um elemento fugiu da cidade no dia seguinte para São Luís. A suspeita de ligação política com o fato ganhou força quando o elemento chamado de "Antonio Black" (na verdade era o pedreiro Antonio Francisco Martins), que inicialmente pediu pra não ser identificado, apareceu nos programas de TVs policiais e comunitários (Maranhão Urgente, na TV Maranhense; Qual é a Bronca e Balanço Geral na TV Cidade). Ele assume o incêndio e apontou o vereador da cidade, Abdias Cidrão Rodrigues da Costa, como mandante.
A Polícia Militar prendeu "Antonio Black", que delatou outros três elementos: Isnaldo Cardoso da Silva, Marcelo de Souza Matias e Francisco Xavier da Costa, que foram presos em Vargem Grande.
A prisão dos elementos e a suspeita do vereador da cidade (Abdias Cidrão Rodrigues da Costa) como mandante do incêndio provoca crise política local. Parte da população de Vargem Grande protestou por uma semana na frente da TV Líder, fazendo bloqueios nas ruas.
O caso passou a ser investigado tanto pela Polícia Civil de São Luís (por conta da instabilidade política e na segurança local), tanto pela de Vargem Grande. A perícia vinda da capital maranhense confirmou que o incêndio foi criminoso.
Em 12 de janeiro de 2012, a Polícia Civil de Vargem Grande anunciou que concluiu a investigação em 3 de janeiro. Foram indiciados:
- Abdias Cidrão Rodrigues da Costa, vereador;
- Antonio Francisco Martins (Antonio Black), pedreiro e músico;
- Isnaldo Cardoso da Silva;
- Marcelo de Souza Matias;
- Francisco Xavier da Costa.

O delegado do caso, Odilardo Muniz Lima Filho, concluiu o inquérito e considerou provado o delito, determinadas as circunstâncias e os meios utilizados e, ainda, individualizadas as condutas de cada um dos indiciados. De acordo com o delegado, eles estão incursos nos artigos 250 e 288 do Código Penal e responderão por: causar incêndio, colocando em perigo a vida, a integridade física e/ou o patrimônio de terceiros e formação de quadrilha ou bando, cujas penas, em caso de condenação, variam de 4 a 9 anos de reclusão. No entanto, apesar do indiciamento, eles foram soltos, amparados pelos advogados de defesa.
Em 19 de março de 2012, Marcelo de Souza Matias foi preso em Vargem Grande, desta vez por cometer crime de homicídio contra Cleiton Diego Boasqualli, que foi morto no município de Chapadinha com três tiros, um deles na cabeça. O crime aconteceu no dia 16, e Marcelo pretendia fugir para São Luís para liderar o tráfico de drogas, embora os entorpecentes não foram encontrados.

### 2013-2017: Mudanças
Em 2013, trocou o sinal nacional da Record e passou a repetir o sinal da TV Cidade de São Luís (também afliada da Record), sob contrato de 4 anos.
Em 2017, com a queda de audiência da Record (entre 2015 a 2017) que fez perder sua vice-liderança que detinha (entre 2007 a 2012), a TV Líder foi uma de várias emissoras no interior do Maranhão que não renovaram com a TV Cidade, trocando a pela Band.
No entanto, a TV Líder transmitiu a Band por poucos meses, quando trocou-a pela TV Difusora (afiliada ao SBT), voltando a ter o sinal do SBT que tinha deixado de transmitir em 2010.
Ao mesmo tempo, trocou o canal 9 VHF pelo canal 7 (no lugar da retransmissora da TV Difusora), e ampliou sua potência, fazendo com que o sinal da emissora fosse sintonizado na vizinha Nina Rodrigues, obrigando outra retransmissora da TV Difusora que era sintonizado no mesmo canal a sair do ar.

### 2017-Atual
Em 30 de setembro de 2023, a TV Líder deixa de transmitir a TV Difusora e o SBT, e volta a retransmitir a Band após 6 anos, porém em 2024 a emissora voltou pro SBT.